# Аделаида (клуб по хоккею на траве)
«Аделаида» (англ. Adelaide Hockey Club) — австралийский клуб по хоккею на траве из города Аделаида.

## История
«Аделаида» была создана в конце 1981 года в результате слияния двух местных клубов — мужского «Стерт» и женского «Ароха», сформированных соответственно в 1904 и 1906 годах.
«Ароха» за 74 сезона в чемпионате хоккейной ассоциации Южной Австралии 51 раз играла в финале класса «А» и 26 из них выиграла. Хоккеистки «Арохи» первыми в Австралии перестали играть в туниках и выходили на поле в юбках. «Стерт» в 1958 году был чемпионом Австралии.

## Структура клуба
Клуб включает в себя  мужские, женские и детско-юношеские команды разных возрастов. Более 400 хоккеистов представляют «Аделаиду» в турнирах штата Южная Австралия.

## Известные игроки
За «Аделаиду» играли хоккеисты мужской сборной Австралии Керри Прауд, Пол Льюис, Грант Шуберт, хоккеистки женской сборной Австралии Джульетта Хэслем, Элисон Пик, Донна Ли-Патрик, Элиз Стейси, Джорджи Паркер, Карри Макмахон.

## Стадион
Клуб базируется в центре юго-восточной парковой зоны Аделаиды. Домашнее поле располагается на углу улиц Пикок-роуд и Гринхилл-роуд.